# Nayak (pel·lícula de 1966)
Nayak (bengalí: নাযক, Nāyak, l'heroi) és una pel·lícula dramàtica índia en bengalí del 1966 escrita i dirigida per Satyajit Ray, autor també de la banda sonora. Va ser el segon guió totalment original de Ray, després de Kanchenjungha (1962). La història gira al voltant d'un ídol musical en un viatge en tren de 24 hores des de Kolkata a Delhi per rebre un premi nacional. No obstant això, acaba revelant els seus errors, inseguretats i penediments a un jove periodista, que s'adona que darrere de tota la seva façana arrogant s'amaga un home profundament preocupat a mesura que la història de la seva vida es va revelant gradualment a través de set flashbacks i dos somnis.

## Argument
La trama de la pel·lícula s'ha inspirat fins a cert punt en Maduixes silvestres d'Ingmar Bergman. Arindam Mukherjee (Uttam Kumar), un actor famós de pel·lícules bengalines, és convidat al capital, Delhi per rebre un prestigiós premi. Viatja amb el tren. Arriba el diari del matí i porta amb si un article sobre un altercat en què havia estat involucrat. Al cotxe del restaurant, coneix l'Aditi Sengupta (Sharmila Tagore), una jove periodista que edita una revista femenina moderna, Adhunika. . Plena de menyspreu per persones com ell, planeja entrevistar-lo en secret perquè creu que atrauria més lectors. Aviat comença a revelar la seva personalitat, i també treu a la superfície les inseguretats interiors i la seva consciència de les limitacions dels seus "poders". L'Aditi en un primer moment pren notes, de manera subrepticia, però més tard, per empatia gairebé vora la pietat, s'atura. No obstant això, crítica amb l'estrella, l'interroga, donant lloc a una major introspecció per part seva. A poc a poc, la seva culpabilitat per com van sortir les coses és molt visible.
Arindam també esmenta Shankar, el seu mentor, que mai havia volgut que Arindam s'unís a les pel·lícules, sent un fort opositor del mitjà. Ens parla del seu primer dia al cinema, de les diferents experiències que va viure amb altres treballadors del camp i d'algunes de les coses que els van passar.
Cap al final del viatge en tren, Arindam està borratxo i sent la necessitat de confiar els seus mals. Demana al director que vagi a buscar l'Aditi. Comença a revelar el motiu de l'altercat en què va formar part, però Aditi l'atura, com ella ja ha endevinat. Va ser una aventura que havia tingut amb una de les seus co-acttrius, Promila. Tement que es pugui suïcidar, Aditi s'assegura que torni al seu vagó, abans de tornar al seu.
A mesura que l'estrella reviu i examina la seva vida amb Aditi, es desenvolupa un vincle entre ells. Aditi s'adona que, malgrat la seva fama i èxit, Arindam és un home solitari, que necessita empatia. Per respecte cap a ell, decideix suprimir la història i esquinça les notes que ha escrit. Ella deixa que l'heroi preservi la seva imatge pública.

## Repartiment
- Uttam Kumar - Arindam Mukherjee
- Sharmila Tagore - Aditi Sengupta
- Bireswar Sen - Mukunda Lahiri
- Soumen Bose - Shankar
- Nirmal Ghosh - Jyoti
- Premangshu Bose - Biresh
- Jogesh Chatterjee - Aghore Chattopadhyay
- Sumita Sanyal - Promila Chatterjee
- Ranjit Sen - Haren Bose
- Bharati Devi - Manorama (espsoa del Sr. Bose)
- Lali Chowdhury - Bulbul (filla del sr. Bose)
- Kamu Mukherjee - Pritish Sarkar
- Susmita Mukherjee - Molly (esposa del sr. Sarkar)
- Subrata Sensharma - Ajoy
- Jamuna Sinha - Sefalika (espsoa d'Ajoy)
- Satya Banerjee - Swami of WWWW organisation
- Hiralal - Kamal Misra

## Banda sonora
Totes les cançons foren compostes per Satyajit Ray.
| 1. | «Arindam Theme» |  | 1:52 |

## Producció
Ray va escriure el guió de la pel·lícula a Darjeeling al maig, on va anar durant la temporada baixa del rodatge. Fins i tot llavors tenia a Uttam Kumar en la seva ment com a protagonista, però no com a actor, més aviat com a "fenomen". La pel·lícula es va rodar a la segona meitat de 1965.
• Carta de Ray a Marie Seton, autora de “Retrat de director”.
| « | "Volia que es desenvolupés una relació entre l'ídol i una noia del tren. El romanç estava fora, el temps era tan curt, però volia alguna cosa amb un desenvolupament interessant. La transició de l'apatia barrejada amb una certa antipatia, a la comprensió simpàtica, semblava prometedora. Així que vaig convertir l'Aditi en una sofisticada una mica arrogant que qüestiona i es resisteix a l'encant fàcil, la bona aparença, la sang freda, etc. de l'Ídol, fins que descobreix que hi ha una zona on ell està indefens, sol i necessita orientació. Des del punt en què comença a alliberar-se, l'Aditi pot ignorar la seva façana perquè ha tingut una visió del que hi ha a sota. Al principi, és "material" per ella per a una investigació periodística, fins que el procés d'inhabilitació arriba a un punt en què s'adona que no seria ètic explotar-lo. La simpatia i el desig d'ajudar és el següent pas. El vincle entre tots dos és tènue, però real. Intel·lectualment clarament per sobre d'ell, la seva bondat consisteix a proporcionar-li la petita àrea de contacte que hi ha entre ells..." | » |

## Premis
- National Film Award a la millor pel·lícula en bengalí, 1967
- Premi Bodil a la millor pel·lícula no europea, 1967
- Premi especial del jurat, 16è Festival Internacional de Cinema de Berlín, 1966[5]
- Premi de la Crítica (Premi UNICRIT), Festival Internacional de Cinema de Berlín, 1966
- Premi B.F.J.A al millor actor: Uttam Kumar
- Premi B.F.J.A al millor director: Satyajit Ray

## Nominacions
- Ós d'Or a la millor pel·lícula, Festival Internacional de Cinema de Berlín, 1966

## Conservació i restauració
La pel·lícula és una de les quatre pel·lícules de Ray que es van restaurar digitalment i es van tornar a estrenar el gener de 2014.
L'Academy Film Archive preserva Nayak des del 2004.